# Piotr Patalong
Piotr Adam Patalong (ur. 24 grudnia 1962 w Katowicach) – polski wojskowy, żołnierz Wojsk Specjalnych, generał dywizji Sił Zbrojnych Rzeczypospolitej Polskiej.

## Życiorys
Ukończył katowickie liceum ogólnokształcące. Po uzyskaniu matury kontynuował naukę jako podchorąży w Wyższej Szkole Oficerskiej Wojsk Zmechanizowanych we Wrocławiu, którą ukończył w 1985 i został mianowany na pierwszy stopień oficerski – podporucznika. Początkowo zawodową służbę wojskową pełnił w 12 Szczecińskiej Dywizji Zmechanizowanej na stanowisku dowódcy grupy specjalnej w 16 Batalionie Rozpoznawczym, następnie był dowódcą plutonu specjalnego, potem dowódcą zespołu kadrowego w 56 Kompanii Specjalnej.
W latach 1992–1993 pełnił funkcję oficera operacyjnego na misji UNPROFOR w b. SFR Jugosławii. W 1994 został skierowany na podyplomowe studia w Akademii Obrony Narodowej w Warszawie, po ukończeniu których został oficerem dyplomowanym, obejmując w 1996 r. w 6 Brygadzie Desantowo-Szturmowej stanowisko starszego oficera wydziału rozpoznawczego. 
W okresie 1996–1997 pełnił funkcję Zastępcy Dowódcy Polskiego Kontyngentu Wojskowego BiH pełniącego służbę na w SFOR w Bośni i Hercegowinie. W latach 1997–2002 pełnił służbę w 25 Dywizji Kawalerii Powietrznej, gdzie obejmował kolejno stanowiska: zastępca szefa szkolenia 25DKPow., szef szkolenia 1 Pułku Kawalerii Powietrznej, dowódca 7 batalionu Kawalerii Powietrznej. W tym czasie brał także udział w telenoweli dokumentalnej „Kawaleria powietrzna” (2000).
W 2004 był dowódcą 1 Batalionowej Grupy Bojowej stacjonującej w Al-Hilla Polskiego Kontyngentu Wojskowego w Iraku. W 2005 był dowódcą 1 Pułku Specjalnego Komandosów w Lublińcu, w czerwcu 2006 został dowódcą GROM, gdzie nim był do 25 marca 2008.
Z dniem 25 marca 2008 został po raz drugi w swojej karierze wyznaczony na stanowisko dowódcy 18 BbDSz w Bielsku-Białej. Płk dypl. Patalong pełnił służbę Dowódcy JW 1328 do października 2008. Po czym rozpoczął służbę w Dowództwie Wojsk Specjalnych, gdzie najpierw pełnił obowiązki szefa sztabu w Dowództwie Wojsk Specjalnych, a od 15 sierpnia 2010 roku – Dowódcy Wojsk Specjalnych.
Ukończył wiele wojskowych kursów i szkoleń, m.in. kurs Pathfinder, kurs Ranger, kurs instruktorsko-spadochronowy w USA, a także kurs operacyjny w Nederlandse Defensie Academie w Holandii. Ukończył Wyższy Kurs Doskonalenia Oficerów (spadochronowy). Ponadto w 2005 roku Studium Operacyjno-Strategiczne na Akademii Obrony Narodowej. W 2009 roku ukończył studia podyplomowe polityki obronnej w Royal College of Defence Studies w Londynie.
15 sierpnia 2010 prezydent Bronisław Komorowski wyznaczył go na stanowisko Dowódcy Wojsk Specjalnych. 9 listopada 2010 został awansowany do stopnia generała brygady. W styczniu 2014 roku został wyznaczony na stanowisko Inspektora Wojsk Specjalnych. W dniu 15 sierpnia 2014 Prezydent RP awansował go na stopień generała dywizji. 7 września 2016 został odwołany ze stanowiska szefa Inspektoratu Wojsk Specjalnych w Dowództwie Generalnym RSZ przez ministra obrony narodowej Antoniego Macierewicza. 
Z dniem 19 września 2016 został przeniesiony do rezerwy kadrowej. Z dniem 31 stycznia 2018 został zwolniony z zawodowej służby wojskowej i przeniesiony do rezerwy.

## Kariera zawodowa
- 16 Batalion Rozpoznawczy – dowódca grupy specjalnej
- 56 Kompania Specjalna – dowódca plutonu, dowódca zespołu kadrowego
- 6 Brygada Desantowo-Szturmowa im. Generała Brygady Stanisława Franciszka Sosabowskiego – oficer sztabu
- 25 Brygada Kawalerii Powietrznej – oficer pionu szkolenia
- 1 Dywizjon Szwoleżerów – dowódca
- 7 Batalion Kawalerii Powietrznej – dowódca
- 18 Bielski Batalion Desantowo-Szturmowy – dowódca (2002–2004, 2008)
- 1 Pułk Specjalny Komandosów – dowódca (2004–2006)
- Jednostka Wojskowa 2305 – dowódca (2006–2008)
- Dowództwo Wojsk Specjalnych – Szef Sztabu (październik 2008 – 16 sierpnia 2010)
- Wojska Specjalne – Dowódca WS (16 sierpnia 2010 – 31 grudnia 2013)
- Inspektor Wojsk Specjalnych DG RSZ (1 stycznia 2014 – 7 września 2016)

## Odznaczenia
- Krzyż Kawalerski Orderu Odrodzenia Polski – 2004[8]
- Krzyż Zasługi za Dzielność – 2004[9]
- Brązowy Krzyż Zasługi – 2000[10]
- Gwiazda Iraku – 2012[11]
- Srebrny Medal „Siły Zbrojne w Służbie Ojczyzny”
- Złoty Medal „Za zasługi dla obronności kraju”
- Odznaka Instruktora Spadochronowego Wojsk Powietrznodesantowych
- Odznaka pamiątkowa Dowództwa Wojsk Specjalnych
- Odznaka honorowa „Husarz Polski” (nr 14) – 2005
- Medal „Pro Patria” – 2013[12]
- Odznaka „Honoris Gratia” – 2013[13]
- Medal Pamiątkowy Wielonarodowej Dywizji Centrum-Południe w Iraku
- Medal Dowództwa Operacji Specjalnych USA (USSOCOM Medal) – Stany Zjednoczone, 2014[14][15]
- Medal NATO za misję SFOR